# Nazionale femminile di roller derby del Giappone
La nazionale di roller derby del Giappone è la selezione maggiore femminile di roller derby, il cui nickname è Team Japan, che rappresenta il Giappone nelle varie competizioni ufficiali o amichevoli riservate a squadre nazionali. Ha debuttato in incontri ufficiali nel campionato mondiale di roller derby 2014 di Dallas classificandosi ventinovesima.

## Risultati
Legenda: Grassetto: Risultato migliore, Corsivo: Mancate partecipazioni

## Dettaglio stagioni

### Amichevoli
| Stagione | Vin | Par | Per | Tot | PF   | PS    | avversaria         |
| -------- | --- | --- | --- | --- | ---- | ----- | ------------------ |
| 2014     | 0+? | 0+? | 1+? | 3   | 67+? | 302+? | Tokyo Roller Girls |
|          |     |     |     |     |      |       |                    |
| Totale   | 0+? | 0+? | 1+? | 3   | 67+? | 302+? |                    |

### Tornei

#### Mondiali
| Stagione | regular season | regular season | regular season | regular season | regular season | regular season | playoff | playoff | playoff | playoff | playoff | playoff       | playoff    |
|          | Vin            | Par            | Per            | Tot            | PF             | PS             | Vin     | Per     | Tot     | PF      | PS      | risultato     | avversaria |
| -------- | -------------- | -------------- | -------------- | -------------- | -------------- | -------------- | ------- | ------- | ------- | ------- | ------- | ------------- | ---------- |
| 2014     | 0              | 0              | 3              | 3              | 123            | 990            | 0       | 1       | 1       | 114     | 278     | Ventinovesima | Messico    |
|          |                |                |                |                |                |                |         |         |         |         |         |               |            |
| Totale   | 0              | 0              | 3              | 3              | 123            | 990            | 0       | 1       | 1       | 114     | 278     |               |            |

### Riepilogo bout disputati
| Anno | Luogo  | Evento     | Fase del torneo      | Incontro                      | Risultato |
| 2014 | ?      | Amichevole |                      | Giappone - Tokyo Roller Girls |           |
| 2014 | Zama   | Amichevole |                      | Giappone - Tokyo Roller Girls |           |
| 2014 | Toda   | Amichevole |                      | Giappone - Tokyo Roller Girls | 67 - 302  |
| 2014 | Dallas | Mondiale   | Fase a gironi        | Giappone - Cile               | 53 - 296  |
| 2014 | Dallas | Mondiale   | Fase a gironi        | Svezia - Giappone             | 459 - 0   |
| 2014 | Dallas | Mondiale   | Fase a gironi        | Indie Occidentali - Giappone  | 235 - 70  |
| 2014 | Dallas | Mondiale   | Fase di consolazione | Giappone - Messico            | 114 - 278 |

## Confronti con le altre Nazionali
Questi sono i saldi delle Indie Occidentali Britanniche nei confronti delle Nazionali incontrate.

### Saldo negativo
| Nazionale         | Giocate | Vinte | Pareggiate | Perse | PF  | PS  | Ultima vittoria | Ultimo pari | Ultima sconfitta |
| ----------------- | ------- | ----- | ---------- | ----- | --- | --- | --------------- | ----------- | ---------------- |
| Svezia            | 1       | 0     | 0          | 1     | 0   | 459 | -               | -           | 2014             |
| Cile              | 1       | 0     | 0          | 1     | 53  | 296 | -               | -           | 2014             |
| Indie Occidentali | 1       | 0     | 0          | 1     | 70  | 235 | -               | -           | 2014             |
| Messico           | 1       | 0     | 0          | 1     | 114 | 278 | -               | -           | 2014             |